# Acer hayatae
Acer hayatae é uma espécie de árvore do gênero Acer, pertencente à família Aceraceae.